# التجديف في الألعاب الأولمبية الصيفية 2020
أقيمت مسابقات التجديف في الألعاب الأولمبية الصيفية لعام 2020 في طوكيو في الفترة ما بين 23 و 30 يوليو 2021 في ممر غابة البحر ( كاسر الأمواج المركزي ) في خليج طوكيو. تنافس 526 رياضيًا (263 رجلاً وامرأة) على 14 ميدالية. 

## شكل المنافسة
تضمن برنامج التجديف ما مجموعه أربعة عشر منافسةً، سبعة لكل من الرجال والسيدات في أصناف متماثلة للقوارب. اقترحت هذه المساواة بين الجنسين من قبل الاتحاد العالمي للتجديف في مؤتمر فبراير 2017، مع التوصية التي اعتمدتها اللجنة الأولمبية الدولية في يونيو 2017. تم تحقيق هذا التوازن عن طريق حذف قوارب رباعية خفيفة الوزن رجال وإضافة فئات قوارب coxless الرباعية للسيدات. ركض رباعي coxless للسيدات سابقًا في أولمبياد برشلونة 1992 [الإنجليزية]؛ المرة الوحيدة التي كانت فيها فئة القوارب هذه تنافسًا أولمبيًا. كانت التغييرات في جدول التجديف الأولمبي هي الأولى منذ أولمبياد أتلانتا 1996 [الإنجليزية]. 
وتضمنت فعاليات أولمبياد طوكيو 2020 كل من التخصصات من التجديف: التجديف الاجتياحي ‏، حيث يستخدم كل من المنافسين مجذافًا واحدًا على الجانبين المتعاكسين من القارب. كان هناك أيضًا حدث واحد خفيف الوزن (مقيد بالوزن) لكل جنس: المجاذيف المزدوجة خفيفة الوزن. تشمل منافسات التجديف رجال وسيدات الفردي، المزدوج، المزدوج خفيف الوزن ‏، و الرباعي. تضمنت منافسات الاجتياح أزواج بلا ربان رجال وسيدات، وزوجي بلا ربان وثماني بلا ربان. 

## مكان سباق القوارب
أقيم الحدث في ممر غابة البحر، وهو مكان جديد تم تشييده خصيصًا للألعاب الأولمبية الصيفية 2020 والألعاب البارالمبية. يبلغ عمق المياه حوالي 6 أمتار. يبلغ طول الملعب 2335 مترا وعرضه 198 مترا. كل حارة بعرض 12.5 م. كان هناك 8 ممرات.

## التصفيات
تأهل لكل دولة قاربًا واحدًا لكل حدث من الأحداث الأربعة عشر. مُنحت غالبية الأرصفة بناءً على النتائج في بطولة العالم للتجديف 2019 [الإنجليزية]، التي أقيمت في أوتنشايم، النمسا في الفترة من 25 أغسطس إلى 1 سبتمبر 2019. مُنحت الأماكن للجان الأولمبية الوطنية، وليس لرياضيين محددين، حيث احتلت المراكز التسعة الأولى في المجاذيف الفردية (رجالًا ونساءً)، والمراكز الخمسة الأولى في الثماني، والمراكز الثمانية الأولى في السباقات الرباعية والمجاذيف الرباعية، والمرتبة السابعة في الوزن الخفيف المزدوج. المجاذيف، وأعلى 11 في كل من مجموعات المزدوج والمجاذيف المزدوجة. وُزع المزيد من الأرصفة على الدول (وفي هذه الحالة لمنافسين محددين) في أربعة سباقات قارية مؤهلة في آسيا وأوقيانوسيا وأفريقيا وأمريكا اللاتينية وأوروبا، وفي سباق القوارب التأهيلية الأولمبية النهائية في لوسيرن، سويسرا.

## جدول المسابقة
| الحدث ↓ / التاريخ →                                                                        | الجمعة 23 | السبت 24 | الأحد 25 | الاثنين 26 | الثلاثاء 27 | الأربعاء 28 | الخميس 29 | الجمعة 30 |
| ------------------------------------------------------------------------------------------ | --------- | -------- | -------- | ---------- | ----------- | ----------- | --------- | --------- |
| Men's single sculls [الإنجليزية]Women's single sculls [الإنجليزية]                         | ت         | س        | ¼/½      |            |             |             | ½         | ن         |
| Men's pair [الإنجليزية]Women's pair [الإنجليزية]                                           |           | ت        | س        |            |             | ½           | ن         |           |
| Men's double sculls [الإنجليزية]Women's double sculls [الإنجليزية]                         | ت         | س        | ½        |            |             | ن           |           |           |
| Men's lightweight double sculls [الإنجليزية]Women's lightweight double sculls [الإنجليزية] |           | ت        | س        |            |             | ½           | ن         |           |
| Men's four [الإنجليزية]Women's four [الإنجليزية]                                           |           | ت        | س        |            |             | ن           |           |           |
| Men's quadruple sculls [الإنجليزية]Women's quadruple sculls [الإنجليزية]                   | ت         |          | س        |            |             | ن           |           |           |
| Men's eight [الإنجليزية]Women's eight [الإنجليزية]                                         |           | ت        |          |            |             | س           |           | ن         |

في 23 يوليو، أعلن التجديف العالمي عن تغييرات في الجدول الزمني بسبب الطقس العاصف المتوقع في 26 يوليو. نقلت جميع السباقات المقرر عقدها في الأصل في 26 يوليو إلى 25 يوليو. كما نُقلت تصفيات الثماني من 25 إلى 24 يوليو لاستيعاب الجدول الزمني الجديد. أُجري مزيد من التنقيحات في 25 يوليو، حيث ألغيت السباقات في 27 يوليو بسبب اجتياح العاصفة الاستوائية نيبارتاك ‏ أجزاء من اليابان. 

## مشاركة

### دخول المنافسات بعدد القوارب
كل منافسة لها نفس عدد القوارب التي تُدخل رجال وسيدات.
| حدث                           | عدد القوارب حسب الجنس |
| ----------------------------- | --------------------- |
| المجاذيف المفردة              | 32                    |
| مزدوج                         | 13                    |
| المجاذيف المزدوجة             | 13                    |
| المجاذيف المزدوجة خفيفة الوزن | 18                    |
| رباعي بلا ربان                | 10                    |
| رباعي بلا ربان                | 10                    |
| ثماني بلا ربان                | 7                     |

### الدول المشاركة (عدد المجدفين)
- الجزائر (2)
- الأرجنتين (2)
- أستراليا (40)
- النمسا (3)
- بيلاروس (5)
- بلجيكا (2)
- بنين (1)
- برمودا (1)
- البرازيل (1)
- كندا (29)
- تشيلي (2)
- الصين (28)
- ساحل العاج (1)
- كرواتيا (3)
- كوبا (1)
- جمهورية التشيك (7)
- الدنمارك (9)
- جمهورية الدومينيكان (1)
- مصر (1)
- إستونيا (4)
- فرنسا (12)
- ألمانيا (24)
- بريطانيا العظمى (41)
- اليونان (4)
- غواتيمالا (2)
- هونغ كونغ (1)
- المجر (1)
- الهند (2)
- إندونيسيا (2)
- إيران (1)
- العراق (1)
- جزيرة أيرلندا (13)
- إيطاليا (23)
- اليابان (3)
- كازاخستان (1)
- الكويت (1)
- ليبيا (1)
- ليتوانيا (9)
- المكسيك (1)
- موناكو (1)
- المغرب (1)
- ناميبيا (1)
- هولندا (35)
- نيوزيلندا (32)
- نيكاراغوا (2)
- نيجيريا (1)
- النرويج (7)
- باراغواي (1)
- بيرو (1)
- الفلبين (1)
- بولندا (20)
- البرتغال (2)
- بورتوريكو (1)
- قطر (1)
- رومانيا (36)
- خطأ لوا في وحدة:Country_alias على السطر 165: Invalid country alias: OCR.
- السعودية (1)
- صربيا (3)
- سنغافورة (1)
- جنوب إفريقيا (6)
- كوريا الجنوبية (1)
- إسبانيا (6)
- السودان (1)
- السويد (1)
- سويسرا (9)
- تايبيه الصينية (1)
- تايلاند (2)
- توغو (1)
- ترينيداد وتوباغو (1)
- تونس (2)
- تركيا (1)
- أوغندا (1)
- أوكرانيا (2)
- الولايات المتحدة (37)
- الأوروغواي (2)
- أوزبكستان (2)
- فانواتو (1)
- فنزويلا (2)
- فيتنام (2)
- زيمبابوي (1)

## الحاصلون على الميداليات

### جدول الميداليات
*   البلد المضيف (مضيف)
| المرتبة | فريق                                                                     | ذهبية | فضية | برونزية | المجموع |
| ------- | ------------------------------------------------------------------------ | ----- | ---- | ------- | ------- |
| 1       | نيوزيلندا                                                                | 3     | 2    | 0       | 5       |
| 2       | أستراليا                                                                 | 2     | 0    | 2       | 4       |
| 3       | هولندا                                                                   | 1     | 2    | 2       | 5       |
| 4       | رومانيا                                                                  | 1     | 2    | 0       | 3       |
| 5       | فرنسا                                                                    | 1     | 1    | 0       | 2       |
| 6       | إيطاليا                                                                  | 1     | 0    | 2       | 3       |
| 6       | الصين                                                                    | 1     | 0    | 2       | 3       |
| 8       | كرواتيا                                                                  | 1     | 0    | 1       | 2       |
| 8       | جزيرة أيرلندا                                                            | 1     | 0    | 1       | 2       |
| 8       | كندا                                                                     | 1     | 0    | 1       | 2       |
| 11      | اليونان                                                                  | 1     | 0    | 0       | 1       |
| 12      | ألمانيا                                                                  | 0     | 2    | 0       | 2       |
| 12      | خطأ لوا في وحدة:Country_alias على السطر 165: Invalid country alias: OCR. | 0     | 2    | 0       | 2       |
| 14      | بريطانيا العظمى                                                          | 0     | 1    | 1       | 2       |
| 15      | بولندا                                                                   | 0     | 1    | 0       | 1       |
| 15      | النرويج                                                                  | 0     | 1    | 0       | 1       |
| 17      | النمسا                                                                   | 0     | 0    | 1       | 1       |
| 17      | الدنمارك                                                                 | 0     | 0    | 1       | 1       |
| المجموع | المجموع                                                                  | 14    | 14   | 14      | 42      |

### رجال
| الألعاب                       | الذهبية | الفضية | البرونزية |
| ----------------------------- | --- | --- | --- |
| المجاذيف المفردة              | Stefanos Ntouskos · اليونان | كيتيل بورش · النرويج | دامير مارتن · كرواتيا |
| المجاذيف المزدوجة             | فرنسا (FRA) · Hugo Boucheron · Matthieu Androdias | هولندا (NED) · Melvin Twellaar · Stef Broenink | الصين (CHN) · Liu Zhiyu · تشانغ ليانغ |
| المجاذيف الرباعية             | هولندا (NED) · Dirk Uittenbogaard · آيب فيرسما · Tone Wieten · Koen Metsemakers                                                                             | بريطانيا العظمى (GBR) · Harry Leask · بيتر غروم · Tom Barras ‏ · جاك بومونت                                                                                              | أستراليا (AUS) · Jack Cleary ‏ · Caleb Antill · Cameron Girdlestone · Luke Letcher                                                                                   |
| مزدوج بلا ربان                | كرواتيا (CRO) · Martin Sinković · and Valent Sinković | رومانيا (ROU) · Marius Cozmiuc · and Ciprian Tudosă | الدنمارك (DEN) · Frederic Vystavel · and Joachim Sutton |
| رباعي بلا ربان                | أستراليا (AUS) · Alexander Purnell · Spencer Turrin · جاك هارجريفز · الكسندر هيل                                                                            | رومانيا (ROU) · Mihăiță Vasile Țigănescu · Mugurel Semciuc · ستيفان براريو · Cosmin Pascari                                                                             | إيطاليا (ITA) · Matteo Castaldo · Marco Di Costanzo · Matteo Lodo · Giuseppe Vicino · برونو روزيتي ‏                                                                 |
| ثماني بلا ربان                | نيوزيلندا (NZL) · Tom Mackintosh · هاميش بوند · توم موراي · Michael Brake · Dan Williamson · Phillip Wilson · شون كيركهام · Matt Macdonald · Sam Bosworth c | ألمانيا (GER) · Johannes Weißenfeld · Laurits Follert · Olaf Roggensack · Torben Johannesen · ياكوب شنايدر · Malte Jakschik · ريتشارد شميت · Hannes Ocik · مارتن سوير c | بريطانيا العظمى (GBR) · Josh Bugajski · جاكوب دوسن · توماس جورج · محمد صبيحي · Charles Elwes · Oliver Wynne-Griffith · James Rudkin · توماس فورد · Henry Fieldman c |
| المجاذيف المزدوجة خفيفة الوزن | جزيرة أيرلندا (IRL) · Fintan McCarthy · Paul O'Donovan | ألمانيا (GER) · Jonathan Rommelmann · جايسون أوسبورن | إيطاليا (ITA) · Stefano Oppo · Pietro Ruta |

### سيدات
| الألعاب                       | الذهبية | الفضية | البرونزية |
| ----------------------------- | --- | --- | --- |
| المجاذيف المفردة              | إيما تويج ‏ · نيوزيلندا | Hanna Prakatsen [[ملف:خطأ لوا في وحدة:Country_alias على السطر 165: Invalid country alias: OCR.\|23x15px\|حدود\|alt=\|link=]] [[خطأ لوا في وحدة:Country_alias على السطر 165: Invalid country alias: OCR. في الألعاب الأولمبية الصيفية 2020\|خطأ لوا في وحدة:Country_alias على السطر 165: Invalid country alias: OCR.]] | Magdalena Lobnig · النمسا |
| المجاديف المزدوجة             | رومانيا (ROU) · Nicoleta-Ancuța Bodnar · Simona Radiș | نيوزيلندا (NZL) · Brooke Donoghue · هانا أوزبورن | هولندا (NED) · Roos de Jong · Lisa Scheenaard                                                                                   |
| المجاذيف الرباعية             | الصين (CHN) · Chen Yunxia · Zhang Ling ‏ · لو يانغ · Cui Xiaotong | بولندا (POL) · أغنيشكا كوبوس · Marta Wieliczko · Maria Sajdak · Katarzyna Zillmann | أستراليا (AUS) · Ria Thompson · Rowena Meredith · Harriet Hudson · Caitlin Cronin                                               |
| مزدوج بلا ربان                | نيوزيلندا (NZL) · Grace Prendergast · Kerri Gowler | [[ملف:خطأ لوا في وحدة:Country_alias على السطر 165: Invalid country alias: OCR.\|22x20px\|حدود\|alt=\|link=\|خطأ لوا في وحدة:Country_alias على السطر 165: Invalid country alias: OCR.]] [[خطأ لوا في وحدة:Country_alias على السطر 165: Invalid country alias: OCR. في الألعاب الأولمبية الصيفية 2020\|خطأ لوا في وحدة:Country_alias على السطر 165: Invalid country alias: OCR.]] (OCR) Vasilisa Stepanova Elena Oriabinskaia | كندا (CAN) · Caileigh Filmer · Hillary Janssens                                                                                 |
| رباعي بلا ربان                | أستراليا (AUS) · لوسي ستيفان · روزماري بوبا · جيسيكا موريسون · Annabelle McIntyre                                                                                       | هولندا (NED) · Ellen Hogerwerf · Karolien Florijn · Ymkje Clevering · Veronique Meester | جزيرة أيرلندا (IRL) · Aifric Keogh · Eimear Lambe · Fiona Murtagh · Emily Hegarty                                               |
| ثماني بلا ربان                | كندا (CAN) · سوزان غرينجر · Kasia Gruchalla-Wesierski · Madison Mailey · Sydney Payne · Andrea Proske · ليزا رومان · Christine Roper · Avalon Wasteneys · Kristen Kit c | نيوزيلندا (NZL) · Ella Greenslade · إيما ديك · Lucy Spoors · كيلسي بيفان · Grace Prendergast · Kerri Gowler · Beth Ross · Jackie Gowler · كاليب شيبرد c | الصين (CHN) · Guo Linlin · Ju Rui · Li Jingjing ‏ · Miao Tian ‏ · Wang Zifeng · Wang Yuwei · Xu Fei · تشانغ مين · Zhang Dechang c |
| المجاذيف المزدوجة خفيفة الوزن | إيطاليا (ITA) · Valentina Rodini · Federica Cesarini | فرنسا (FRA) · Laura Tarantola · Claire Bové | هولندا (NED) · Marieke Keijser · Ilse Paulis                                                                                    |

## أرقام قياسية
| Event                                    | Round     | Name                                                    | Nation        | Time    | Date    | Record                                 |
| ---------------------------------------- | --------- | ------------------------------------------------------- | ------------- | ------- | ------- | -------------------------------------- |
| مجداف مزدوج رجال [الإنجليزية]            | تصفيات    | Melvin TwellaarStef Broenink                            | هولندا        | 6:08.38 | 24 July | OR                                     |
| رباعي بلا ربان سيدات [الإنجليزية]        | تصفيات    | لوسي ستيفانروزماري بوباجيسيكا موريسونAnnabelle McIntyre | أستراليا      | 6:28.76 | 24 July | OR                                     |
| مجداف مزدوج سيدات [الإنجليزية]           | نهائي     | Nicoleta-Ancuța BodnarSimona Radiș                      | رومانيا       | 6:41.03 | 28 July | OR                                     |
| مجداف مزدوج رجال                         | نهائي     | Hugo BoucheronMatthieu Androdias                        | فرنسا         | 6:00.33 | 28 July | OR                                     |
| رباعي بلا ربان سيدات                     | نهائي     | لوسي ستيفانروزماري بوباجيسيكا موريسونAnnabelle McIntyre | أستراليا      | 6:15.37 | 28 July | OR                                     |
| رباعي بلا ربان رجال [الإنجليزية]         | نهائي     | Alexander PurnellSpencer Turrinجاك هارجريفزالكسندر هيل  | أستراليا      | 5:42.76 | 28 July | OR                                     |
| مجداف رباعي رجال [الإنجليزية]            | نهائي     | Dirk Uittenbogaardآيب فيرسماTone WietenKoen Metsemakers | هولندا        | 5:32.03 | 28 July | OR، قائمة السجلات العالمية في القيادة ‏ |
| مجداف رباعي سيدات [الإنجليزية]           | نهائي     | Chen YunxiaZhang Ling ‏لو يانغCui Xiaotong               | الصين         | 6:05.13 | 28 July | OR، قائمة السجلات العالمية في القيادة ‏ |
| مجداف مزدوج خفيف الوزن رجال [الإنجليزية] | نصف نهائي | Fintan McCarthyPaul O'Donovan                           | جزيرة أيرلندا | 6:05.33 | 28 July | OR، قائمة السجلات العالمية في القيادة ‏ |